# Olympische Winterspiele 1972/Teilnehmer (Japan)
| Gelbes Symbol für Goldmedaillen mit stilisierten Olympischen Ringen | Graues Symbol für Silbermedaillen mit stilisierten Olympischen Ringen | Braundes Symbol für Bronzemedaillen mit stilisierten Olympischen Ringen |
| ------------------------------------------------------------------- | --------------------------------------------------------------------- | ----------------------------------------------------------------------- |
| 1                                                                   | 1                                                                     | 1                                                                       |

Japan nahm an den Olympischen Winterspielen 1972 in Sapporo mit einer Delegation von 85 Athleten, 65 Männer und 20 Frauen, teil.
Seit 1928 war es die neunte Teilnahme Japans an Olympischen Winterspielen.

## Medaillen
Mit je einer gewonnenen Gold-, Silber- und Bronzemedaille belegte das japanische Team Platz 11 im Medaillenspiegel.

### Gold
- Yukio Kasaya: Ski Nordisch, Skispringen, Normalschanze (K70)

### Silber
- Akitsugu Konno: Ski Nordisch, Skispringen, Normalschanze (K70)

### Bronze
- Seiji Aochi: Ski Nordisch, Skispringen, Normalschanze (K70)

## Teilnehmer nach Sportarten

### Ski Alpin
Damen
- Miyuki Katagiri
Abfahrt: 35. Platz – 1:44,10 min
Riesenslalom: 30. Platz – 1:39,11 min
Slalom: DNF
- Mitsuyo Nagumo
Abfahrt: 32. Platz – 1:43,07 min
Riesenslalom: DSQ
Slalom: DNF
- Emiko Okazaki
Abfahrt: 40. Platz – 1:45,37 min
Riesenslalom: 22. Platz – 1:35,33 min
Slalom: 16. Platz – 1:40,67 min
- Harue Okitsu
Abfahrt: 13. Platz – 1:40,62 min
Riesenslalom: 9. Platz – 1:33,08 min
Slalom: DNF

Herren
- Haruhisa Chiba
Riesenslalom: 19. Platz – 3:17,23 min
Slalom: DNF
- Toshimasa Furukawa
Riesenslalom: 15. Platz – 3:15,34 min
Slalom: 17. Platz – 1:54,83 min
- Masami Ichimura
Abfahrt: 29. Platz – 1:56,67 min
- Masayoshi Kashiwagi
Riesenslalom: DSQ
Slalom: 18. Platz – 1:56,61 min
- Masahiko Otsue
Abfahrt: DSQ
Riesenslalom: 6. Platz – 3:11,94 min
- Sumihiro Tomii
Abfahrt: 22. Platz – 1:55,34 min

### Biathlon
Herren
- Isao Ono
Einzel (20 km): 25. Platz – 1:23:26,83 h; 7 Fehler
Staffel (4 × 7,5 km): 8. Platz – 1:59:09,81 min
- Shozo Sasaki
Einzel (20 km): 23. Platz – 1:23:05,54 h; 5 Fehler
Staffel (4 × 7,5 km): 8. Platz – 1:59:09,81 min
- Kazuo Sasakubo
Einzel (20 km): 38. Platz – 1:28:07,43 h; 9 Fehler
Staffel (4 × 7,5 km): 8. Platz – 1:59:09,81 min
- Miki Shibuya
Einzel (20 km): 17. Platz – 1:21:57,27 h; 5 Fehler
Staffel (4 × 7,5 km): 8. Platz – 1:59:09,81 min

### Bob
Zweierbob
- Kazumi Abe/Susumu Esashika (JAP I)
15. Platz – 5:06,59 min
- Rikio Sato/Akihiko Suzuki (JAP II)
21. Platz – 5:11,91 min

Viererbob
- Kazumi Abe/Susumu Esashika/Yoshiyuki Ichihashi/Rikio Sato (JAP I)
12. Platz – 4:47,92 min
- Hiroshi Inaba/Toshihisa Nagata/Koichi Sugawara/Akihiko Suzuki (JAP II)
DSQ

### Eishockey
Herren: 7. Platz
| - Takeshi Akiba - Tsutomu Hanzawa - Takao Hikigi - Teruyasu Honma - Hiroshi Hori - Yoshio Hoshino - Minoru Itō - Koji Iwamoto - Isao Kakihara - Hideaki Kurokawa | - Minoru Misawa - Iwao Nakayama - Toru Okajima - Toshimitsu Otsubo - Hideo Suzuki - Yasushio Tanaka - Takashi Tsuburai - Osamu Wakabayashi - Fumio Yamazaki |

### Eiskunstlauf
Damen
- Kazumi Yamashita
10. Platz

Herren
- Yutaka Higuchi
16. Platz

Paare
- Kotoe Nagasawa/Hiroshi Nagakubo
Paarlauf: 10. Platz

### Eisschnelllauf
Damen
- Akiko Aruga
3000 m: 18. Platz – 5:22,60 min
- Kaname Ide
1500 m: 18. Platz – 2:28,34 min
3000 m: 16. Platz – 5:17,30 min
- Satomi Koike
1500 m: 11. Platz – 2:25,16 min
3000 m: 12. Platz – 5:09,21 min
- Ryōko Onozawa
500 m: 21. Platz – 46,70 s
1000 m: 28. Platz – 1:36,99 min
- Sachiko Saitō
500 m: 9. Platz – 45,35 s
1000 m: 18. Platz – 1:35,12 min
- Emiko Taguchi
1000 m: 15. Platz – 1:34,40 min
1500 m: 17. Platz – 2:28,19 min

Herren
- Takayuki Hida
500 m: 13. Platz – 40,62 s
- Norio Hirate
500 m: 17. Platz – 41,08 s
- Kiyomi Itō
1500 m: 22. Platz – 2:11,96 min
5000 m: 13. Platz – 7:45,96 min
10.000 m: 10. Platz – 15:48,17 min
- Mutsuhiko Maeda
1500 m: 20. Platz – 2:11,09 min
- Osamu Naito
5000 m: 16. Platz – 7:56,97 min
10.000 m: 12. Platz – 15:52,93 min
- Keiichi Suzuki
500 m: 19. Platz – 41,28 s
- Masaki Suzuki
500 m: 8. Platz – 40,35 s

### Rodeln
Damen
- Miyako Kawase
19. Platz – 3:08,10 min
- Yuko Otaka
5. Platz – 3:00,98 min
- Hiroko Shibuya
13. Platz – 3:04,45 min

Herren-Einsitzer
- Satoru Arai
26. Platz – 3:37,31 min
- Masako Eguchi
18. Platz – 3:33,81 min
- Kazuaki Ichikawa
20. Platz – 3:34,99 min
- Masatoshi Kobayashi
24. Platz – 3:36,39 min

Herren-Doppelsitzer
- Satoru Arai/Masatoshi Kobayashi
4. Platz – 1:29,63 min
- Masako Eguchi/Kazuaki Ichikawa
18. Platz – 1:33,56 min

### Ski Nordisch

#### Langlauf
Damen
- Akiko Akasaka
5 km: 43. Platz – 19:49,74 min
- Harumi Imai
5 km: 38. Platz – 19:05,73 min
10 km: 37. Platz – 39:33,13 min
- Tokiko Ōzeki
5 km: 37. Platz – 19:00,82 min
10 km: 33. Platz – 38:07,24 min
3 × 5 km Staffel: 9. Platz – 53:20,75 min
- Hideko Saitō
10 km: 38. Platz – 39:51,61 min
3 × 5 km Staffel: 9. Platz – 53:20,75 min
- Hiroko Takahashi
5 km: 34. Platz – 18:32,75 min
10 km: 25. Platz – 36:53,84 min
3 × 5 km Staffel: 9. Platz – 53:20,75 min

Herren
- Seiji Kudo
30 km: 44. Platz – 1:47:00,40 h
50 km: 29. Platz – 2:57:42,62 h
- Motoharu Matsumura
15 km: 51. Platz – 50:43,76 min
50 km: DNF
- Akiyoshi Matsuoka
15 km: 43. Platz – 49:50,72 min
4 × 10 km Staffel: 10. Platz – 2:13:59,14 h
- Tomio Okamura
30 km: 47. Platz – 1:47:50,22 h
4 × 10 km Staffel: 10. Platz – 2:13:59,14 h
- Kunio Shibata
15 km: 41. Platz – 49:38,95 min
30 km: 23. Platz – 1:42:30,83 h
4 × 10 km Staffel: 10. Platz – 2:13:59,14 h
- Hideo Tanifuji
15 km: 37. Platz – 49:06,97 min
30 km: 37. Platz – 1:45:37,13 h
4 × 10 km Staffel: 10. Platz – 2:13:59,14 h

#### Skispringen
- Yukio Kasaya
Normalschanze:  – 244,2 Punkte
Großschanze: 7. Platz – 209,4 Punkte
- Akitsugu Konno
Normalschanze:  – 234,8 Punkte
Großschanze: 12. Platz – 199,1 Punkte
- Seiji Aochi
Normalschanze:  – 229,5 Punkte
- Takashi Fujisawa
Normalschanze: 23. Platz – 207,8 Punkte
Großschanze: 14. Platz – 197,1 Punkte
- Hiroshi Itagaki
Großschanze: 19. Platz – 183,1 Punkte

#### Nordische Kombination
- Kazuo Araya
Einzel (Normalschanze/15 km): 15. Platz
- Yūji Katsuro
Einzel (Normalschanze/15 km): 5. Platz
- Hideki Nakano
Einzel (Normalschanze/15 km): 13. Platz
- Nobutaka Sasaki
Einzel (Normalschanze/15 km): 24. Platz

## Weblink
- Japanische Olympiamannschaft 1972 in der Datenbank von Sports-Reference (englisch; archiviert vom Original)